# Poeciliopsis turrubarensis
Poeciliopsis turrubarensis is een  straalvinnige vissensoort uit de familie van levendbarende tandkarpers (Poeciliidae). De wetenschappelijke naam van de soort is voor het eerst geldig gepubliceerd in 1912 door Meek.
De soort staat op de Rode Lijst van de IUCN als niet bedreigd, beoordelingsjaar 2008.